# Kristne trosretninger
Kristendom er et bredt begreb, og omfatter en lang række grupper og trosretninger. Denne liste vil sandsynligvis aldrig blive udtømmende, og for flere af de nævnte retninger gælder det, at der ikke er almen enighed om de skal regnes for kristne eller ej:
- Urkristendom
- Retninger udskilt ved tidlige konciler
  - Arianere
  - Østens Assyriske Kirke
  - Orientalske kirker
    - Den etiopisk-ortodokse kirke
    - Den koptiske kirke
    - Den armenske kirke
    - Den syrisk-ortodokse kirke
- Ortodokse kirke
  - græsk-ortodokse kirke
  - russisk-ortokse kirke
  - De unerede kirker – ortodoks liturgi, men anerkender paven som primas
- Romersk-katolske kirke
- Gammelkatolikker
- Protestanter
  - Anabaptister (Døbere)
    - Hutteritter
    - Mennonitter
      - Amish

  - Anglikanere
    - Den til St. Alban's English Church i København hørende menighed

  - Baptister
  - Hussitter
    - Bøhmiske Brødre
      - Herrnhutiske Brødremenighed

  - Kvækere
  - Lutheranere
    - Folkekirken
      - Dansk Kirke i Sydslesvig

    - Den norske menighed ved Kong Haakon kirken i København
    - Svenska kyrkan
      - Svenska Gustafsförsamlingen i København

  - Reformerte
    - Calvinister
      - Huguenotter
        - Den reformerte menighed i Fredericia
        - Den fransk-reformerte menighed i København
        - Den tysk-reformerte menighed i København

    - Presbyterianere

  - Unitarer
- Nye retninger
  - Christadelphians
  - Christian Science
  - Frelsens Hær
  - Jehovas Vidner
  - Jesu Kristi Kirke af Sidste Dages Hellige
  - Metodister
  - Pinsebevægelsen
    - Apostolsk Kirke

  - Syvendedagsadventisterne
  - Emerging Church